# (6372) Walker
(6372) Walker es un asteroide que forma parte del Cinturón de asteroides, descubierto el 13 de mayo de 1985 por Carolyn Shoemaker y por su esposo que también era astrónomo Eugene Shoemaker desde el Observatorio del Monte Palomar, Estados Unidos.

## Designación y nombre
Designado provisionalmente como 1985 JW1. Fue nombrado en honor a Robert M. Walker (n. 1929), una figura destacada en el estudio del daño por radiación en sólidos y en la investigación de granos interestelares recuperados de meteoritos. Su trabajo sobre huellas de fisión con otros abrió un nuevo enfoque para la datación de rocas en la Tierra y la Luna y condujo a nueva información sobre el espectro de energía, la composición y el flujo de los rayos cósmicos solares y galácticos. Fundó métodos completamente nuevos de estudio científico y creó un centro de primer nivel para la investigación en estos nuevos campos en la Universidad de Washington, donde ha brindado un liderazgo inspirador a una gran cantidad de estudiantes y becarios posdoctorales.

## Características orbitales
Walker está situado a una distancia media del Sol de 3,181 ua, pudiendo alejarse hasta 3,693 ua y acercarse hasta 2,668 ua. Su excentricidad es 0,161 y la inclinación orbital 15,792 grados. Emplea 2071,80 días en completar una órbita alrededor del Sol.
Los próximos acercamientos a la órbita de Júpiter ocurrirán el 4 de junio de 2108, el 11 de agosto de 2119 y el 12 de noviembre de 2130.

## Características físicas
La magnitud absoluta de Walker es 11,44. Tiene 42,129 km de diámetro y su albedo se estima en 0,033.